# Sclerosperma walkeri
Sclerosperma walkeri är en enhjärtbladig växtart som beskrevs av Auguste Jean Baptiste Chevalier. Sclerosperma walkeri ingår i släktet Sclerosperma och familjen Arecaceae. Inga underarter finns listade i Catalogue of Life.